# Кулик, Брюс
Брюс Говард Кулик (англ. Bruce Howard Kulick; род. 12 декабря 1953, Бруклин, Нью-Йорк) — американский гитарист. В настоящее время играет в Grand Funk Railroad. Длительное время являлся лидер-гитаристом Kiss.

## Биография
Родился в Бруклине в еврейской семье (дед эмигрировал в США из России). Учился в средней школе Ньютаун в Элмхерсте (Куинс). Брат — гитарист и продюсер Боб Кулик (1950—2020), который среди прочего сотрудничал с Kiss, Meat Loaf, W.A.S.P.
В составе группы Meat Loaf Кулик участвовал в мировом турне в поддержку Bat Out of Hell в 1977-78 годах. Некоторое время Брюс играл в Good Rats. Вместе с Майклом Болтоном играл в Blackjack, также участвовал в записи нескольких сольных альбомов Болтона (Болтон позже стал соавтором композиции «Forever» из альбома Hot in the Shade группы Kiss).

### Kiss

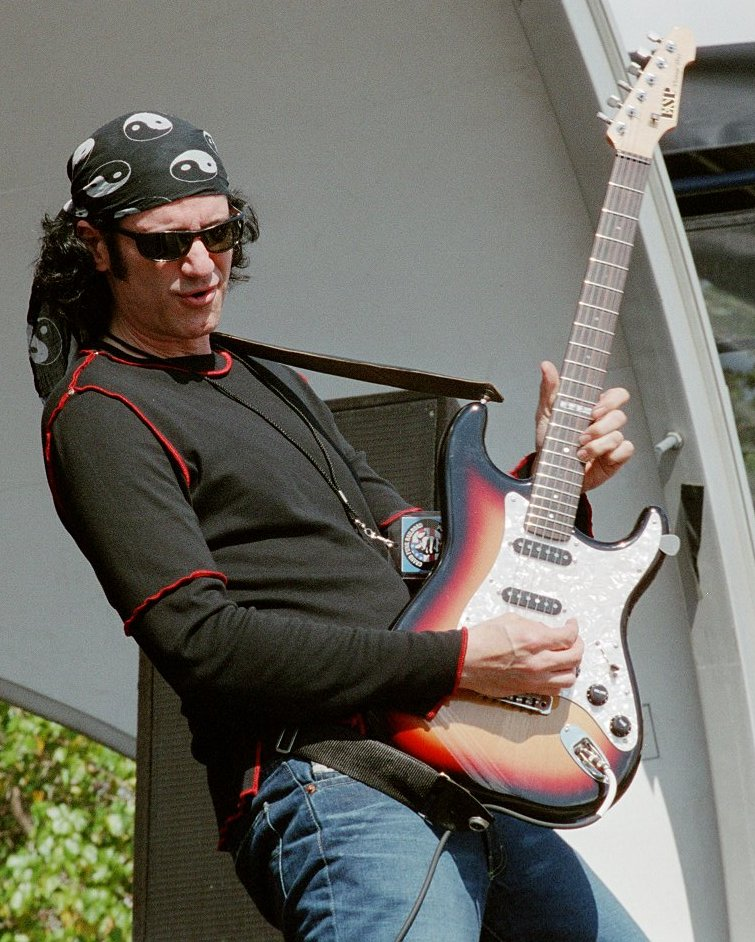
2002 год

Широкой публике Кулик больше известен как лидер-гитарист Kiss в период с декабря 1984 года по август 1996 года. Несмотря на то, что Брюс играл в Kiss почти 12 лет, он, в отличие от других участников группы, ни разу не появлялся на сцене в гриме. Он присоединился к группе немногим позже начала «Периода без грима». Покинул группу, когда в неё вернулись Питер Крисс и Эйс Фрэйли. Кулик - второй по длительности пребывания в группе гитарист не из «Легендарной четвёрки Kiss», после Томми Тейера.
Став членом группы после того, как стало известно о болезни гитариста Марка Сент-Джона, Кулик в составе Kiss участвовал в записи пяти студийных альбомов: Asylum, Crazy Nights, Hot in the Shade, Revenge и Carnival of Souls: The Final Sessions. Также участвовал в концерте Kiss Unplugged.
Песня «I Walk Alone» из альбома Carnival of Souls: The Final Sessions — единственная песня Kiss, в которой Брюс выступил в роли лидер-вокалиста.

### Union
После воссоединения оригинального состава Kiss, Кулик создал группу «UNION», в состав которой вошли: вокалист Джон Кораби (вокалист Mötley Crüe, замещавший Винса Нила), ударник Брент Фитц, бас-гитарист Джеймс Хантинг. Группа записала три альбома: Union, Live in the Galaxy и The Blue Room.
В январе 2005 года Брюс издал первый DVD группы «UNION» — «Do Your Own Thing Live». Этот диск включал в себя два полноценных концерта группы, а также некоторые бонусы.
«UNION» гастролировали по Японии в январе и в Германии в ноябре 2005 года уже без Фитца, чьё место занял Эрик Сингер, во второй раз покинувший Kiss.

### Grand Funk Railroad
В Grand Funk Railroad Кулик с 2001 года является лидер-гитаристом.

### Личная жизнь
Женат на Лизе Лейн Кулик. Ведёт канал на Youtube.

## Дискография
сольно:
- Audiodog (2001)
- Transformer (2003)
- BK3 (2010)

## Оборудование
Источник: 
Брюс Кулик: «Конечно, вы все знаете, что я играю на гитарах ESP. У меня столько же стандартных моделей, как и особых, включая Bruce Kulick Model».
Брюс использует: усилители Marshall 900 и Marshall 2000, гитарные кабинеты Marshall 4х12, а также различные педали: Vox Wah Wah, Boss DS-1, хорус, различные фейзеры и фленджеры, аналоговый и цифровой дилэи.